# Jimmy Pruett
James Alexander 'Jimmy' Pruett (Los Angeles, 27 mei 1925 – Los Angeles, 21 juli 1983) was een Amerikaanse countrymuzikant.

## Jeugd
Jimmy Pruett groeide op in Los Angeles en leerde als kind al gitaar te spelen. Omdat hij blind was, ontwikkelde hij zijn geheel eigen stijl en leerde ook piano spelen. Al op 9-jarige leeftijd werd Pruett door Stuart Hamblen ontdekt en was vanaf dan te horen in Hamblens show op KMJ in Fresno.

## Carrière
Daarna vervoegde Pruett zich bij Jimmy Walkers band, die toentertijd optrad in de Old Casa Manana in Culver City. Walker was ook een countryster, wiens reikwijdte rondom Los Angeles lag, maar diende zich ook aan als acteur. Hij werkte in de daaropvolgende periode als achtergrondmuzikant voor T. Texas Tyler, Merl Lindsay, Les 'Carrot Top' Anderson en Spade Cooley en begeleidde ze tijdens hun plaatopnamen. Er volgden ook zijn eerste tv-optredens bij de plaatselijke en gewestelijke televisie. Vooral zijn Water Baby Blues was bij het publiek populair.
Vanaf 1952 speelde Pruett in Red Kirds band, waarmee hij op vrijdag- en zaterdagavond optrad in de Town Hall Party in Compton. Later werd hij als pianist voor de huisband van de show gecontracteerd en bleef daar tot het eind van de jaren 1950. Hij speelde met artiesten als Gene Vincent, Bob Luman, The Collins Kids en anderen. In vele tv-fragmenten van de Town Hall Party, die door Bear Family Records opnieuw werden uitgebracht op dvd, is Pruett ook te zien/horen. Hij werkte verder als muzikant en speelde in 1964 als pianist onder andere voor Hank Thompson. In 1963 publiceerde hij bij Capitol Records zijn eerste album, waarop hij popklassiekers vertolkte.

## Overlijden
Jimmy Pruett overleed in juli 1983 op 58-jarige leeftijd.

## Discografie

### Albums
- 1963: Good Time Piano! (Capitol Records)

- Library of Congress Control Number: n91100830
- Virtual International Authority File: 38558919
- WorldCat: E39PBJcGhr9bhYXr3wKF9863Qq